# Eddy Mazzoleni
Eddy Mazzoleni (Bèrgam, Llombardia, 29 de juliol de 1973) és un ciclista italià, que fou professional des de 1996 fins al 2007. Del seu el palmarès destaca el Giro del Vèneto del 2005, i un tercer lloc final al Giro d'Itàlia de 2007.

## Palmarès
- 1995
  - 1r a la Volta a Nova Caledònia
  - Vencedor d'una etapa a la Regio-Tour
- 2000
  - Vencedor d'una etapa a la Volta a Suïssa
  - Vencedor d'una etapa al Tour de Romandia
- 2005
  - 1r al Giro del Vèneto

### Resultats al Giro d'Itàlia
- 2000. 55è de la classificació general
- 2002. 15è de la classificació general
- 2003. 10è de la classificació general
- 2004. 21è de la classificació general
- 2007. 3r de la classificació general

### Resultats al Tour de França
- 1998. 71è de la classificació general
- 2002. 70è de la classificació general
- 2003. Abandona (9a etapa)
- 2005. 13è de la classificació general
- 2006. 27è de la classificació general

### Resultats a la Volta a Espanya
- 1996. Abandona
- 1997. Abandona
- 1999. 60è de la classificació general
- 2004. 70è de la classificació general